# Filet de bulles
Ne doit pas être confondu avec rideau de bulles.
Le filet de bulles est une technique de chasse employée notamment par les Baleines à bosse. Elle consiste à nager en cercle, en remontant vers la surface, tout en émettant de nombreuses bulles d'air, de façon à emprisonner les proies. Cette technique peut être employée en groupes allant jusqu'à plusieurs dizaines de baleines.

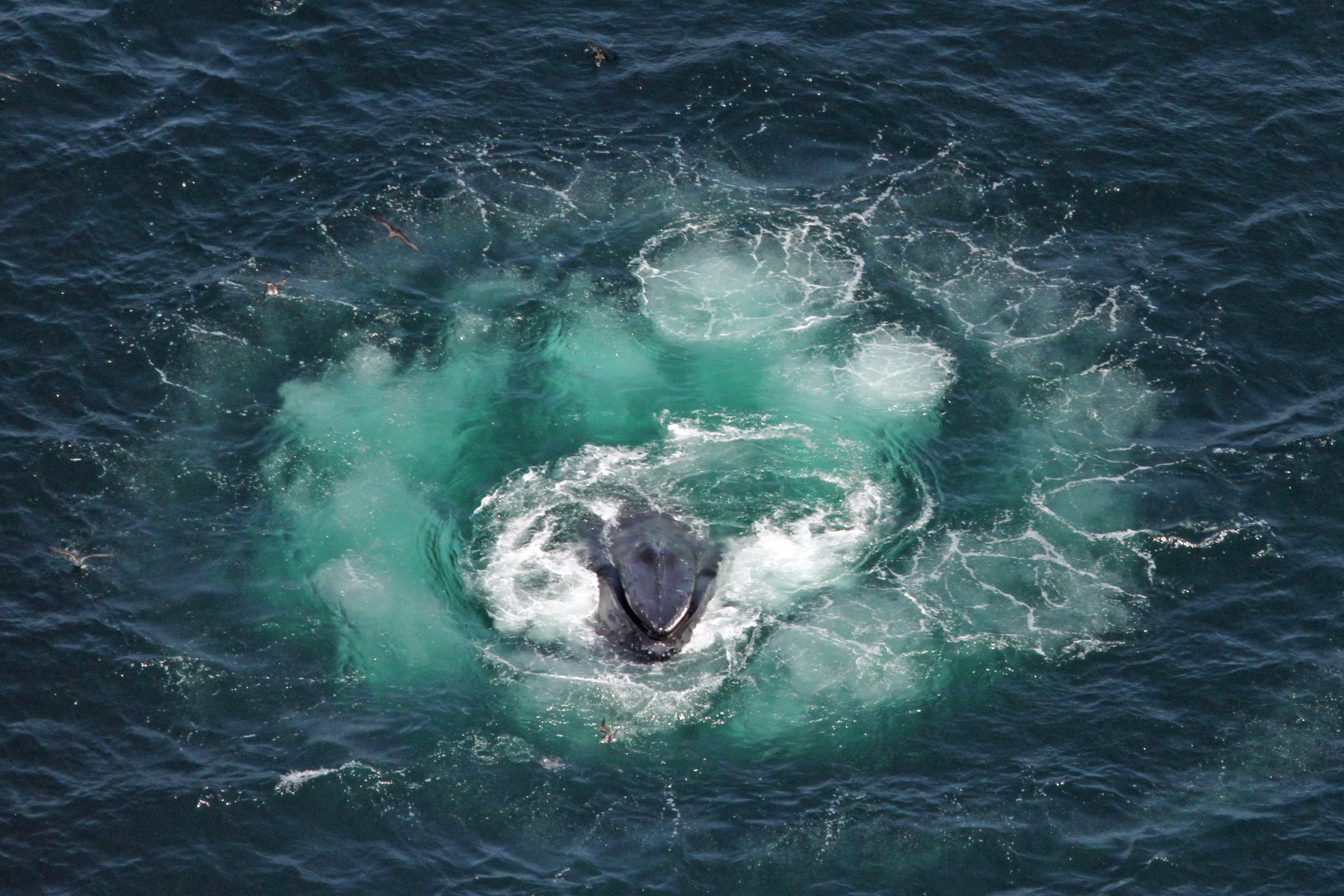
Vue de dessus d'une baleine émergeant d'un filet de bulles.
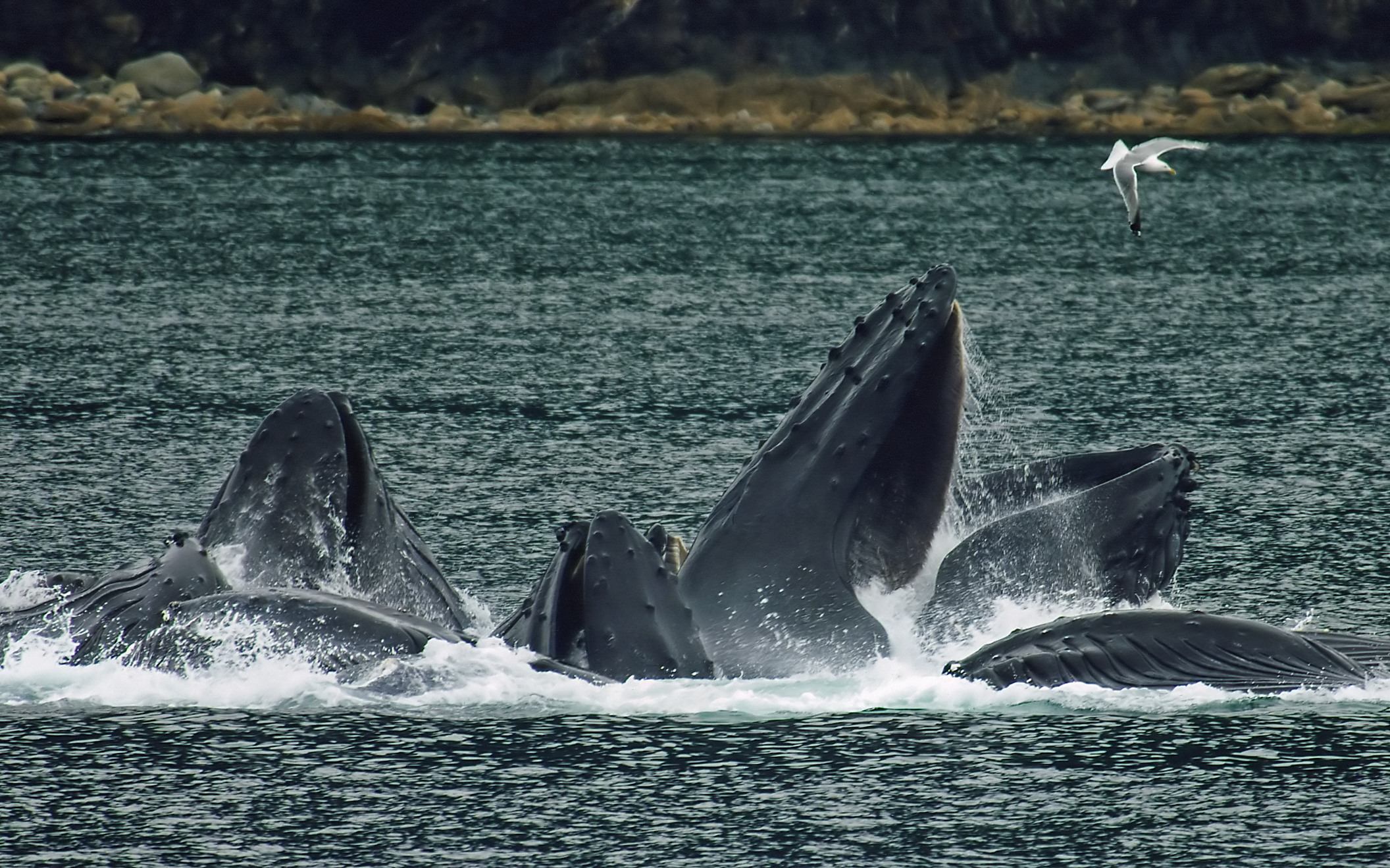
Plusieurs baleines chassant avec cette technique.
- Une vidéo

## Contexte
Les baleines à bosse sont d'imposants mammifères (entre 12 et 16 mètres de long, pesant plus de 30 tonnes) qui se nourrissent de petits animaux : krill, zooplancton et divers poissons. La technique du filet de bulles est probablement adaptée pour leur fournir une grande quantité de nourriture avec une dépense d'énergie réduite.

## La technique
Après avoir repéré un banc de proies, un groupe de baleines nagent en tournant et en remontant vers la surface. Ce faisant elles rejettent des bulles d'air. Le rayon des cercles peut être constant, les bulles forment alors un cylindre, ou de plus en plus petit pour former un cône. Par un phénomène encore mal connu, ceci capture les proies dans la forme de bulles ainsi formées, comme dans un filet de pêche d'humain.
Ensuite, une par une, les baleines nagent dans ce filet à partir du bas et en remontant jusqu'à la surface, la gueule ouverte, en absorbant une grande quantité de nourriture. Ensuite, la baleine referme sa gueule et quitte le cercle pour laisser la place à une autre.